# اللقية (بئر السبع)

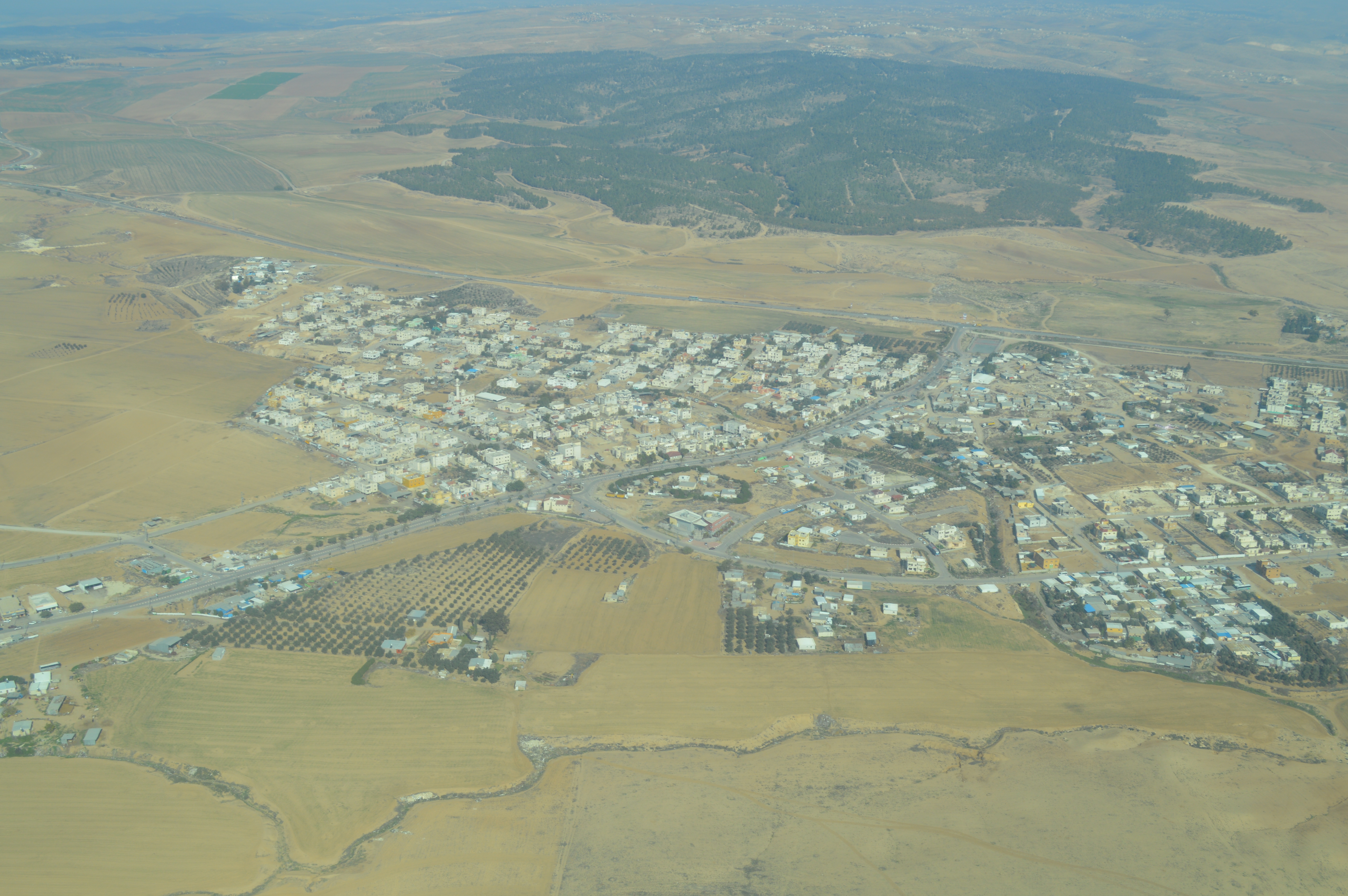
صورة جوية لقرية اللقية في بئر السبع

اللقية قرية في النقب وهي قرية عربية بدوية تأسست سنة (1996) وتقع شمالي بئر السبع. مساحتها (6.86) كيلومتر.
أُنشأت القرية في النقب الشمالي، كجزء من سبع البلدات البدوية: اللقية، رهط، وكسيفة، حورة، تل السبع، شقيب السلام وعرعرة النقب. حظيت بمكانة مجلس المحلي في عام 1996.
الكثافة السكانية فيها اعتمادًا على إحصائيات سنة (2021-2022) الصّادرة عن دائرة الاحصاء المركزيّة وصلت إلى 15,295 نسمة، بلغ عدد الرجال 7,655 والنساء 7,639 نسمة، جميعهم من المسلمين، نسبة الخصوبة في القرية 5.63 أمّا الهجرة الموجبة من القرية هي 63. أمّا متوسّط الدخل الشهري للرّجال هو 6,772 شيكل والنّساء 4,668 شيكل. أمّا مكانها على المؤشّر الاقتصادي- الاجتماعي 1 من أصل 10. امّا نسبة البطالة 5.7. 
العائلات البارزة فيها: الأسد، الطلالقة، الحجوج، الدبسان، أبو عبدون، أبو عايش، النصاصرة (أبو درويش)، البدور، أبو محارب، أبو قرن، أبو غنيم، أبو عمار وغيرهم من سكانها الذين بقوا في القرية بعد التهجير. 

## التاريخ
تم تسمية اللقيه بهذا الاسم لان شيخ الاسد حينها وجدها تلائم المواصفات التي يحبها بالطبيعه لذا قام بامتلاك الكثير الكثير من الاراضي حيث ان عائلة الاسد هي اكبر عائلة ملاك اراضي هناك وسميت اللقية نسبة للهجه العاميه البدويه الدارجه بمعنى التي وجدت وان  اردت معرفة تاريخ اللقيه فأبحث عن تاريخ الاسد . 
عائلة الصانع هجرت عائلة الصانع الى اللقيه من تل عراد سنة 1972 واصبحت من سكان اللقيه وعلى غرارها الكثير من العائلات الاخرى.

## الموقع الجغرافي
تقع قرية اللقية العربية البدوية في شمال مدينة بئر السبع. يعيش أهل القرية على التجارة والزراعة. أكثر من نصف مساحتها مزروع باشجار الزيتون، وعلى سفوح تلالها يوجد البعض من الآثار. كذلك يوجد بها نصب تذكاري لشهداء صبرا وشاتيلا.
كانت تمر من اللقية طريق العطور الخط التجاري القديم الواصل بين القاهرة وبغداد وتقع اللقية على امتداد جبال الخليل وتاريخيا تعتبر جزءا من قضاء الخليل.

## الادارة المحلية
فاز في عام 2004 السيد أحمد الاسد بالرئاسة أما في عام 2024 فاز السيد شريف الاسد بالرئاسة. ما زال الحُكم يتنقل بين عشيرة الاسد 

## التعليم والمؤسسات
تخدم البلدة ستة مدارس ابتدائية وخمسة مدارس إعدادية ومدرسة ثانوية ومدرسة شاملة. نسبة الطّلاب المتسربين من المدارس 1.51، بحسب دائرة الاحصاء المركزية لعام 2021 تبلغ نسبة مستحقّي البجروت 55.3، والمنخرطين بالتّعليم الأكاديميّ 2.1.

## المرافق العامة
وأيضًا يوجد فيها مرافق وعيادات صحية، وعدة جمعيات نسائية مثل جمعية نساء اللقية وغيرها. رئيس المجلس المحلي هو شريف الأسد .

## التهجير القسري
تشهد المنطقة التي لا يعترف الاحتلال بها لعمليّة هدمٍ لدفع سكانها الأصليين إلى الرحيل القسري بين الحين والآخر. وهذا لإقامة مشاريع استيطانية، مثل: شقّ أو توسعة الطرق أو إقامة محميّات طبيعية وغيرها لصالح الاستيطان والمستوطنات المحيطة. هناك عدّة طرق تُستخدم للتضييق على سكان القرية وتهجيرهم منها قسرا. مثل: هدم المحال التجارية، تجريف الأراضي، إنشاء مشاريع دون الأخض بعين الاعتبار السكان الأرض الأصليين، وتوسعة الطرق، وشقّ طرق أخرى، وإقامة معسكرات تدريبية أو مناطق عسكرية، إضافة إلى نقل المكاتب الأمنية إلى المنطقة تحت ادّعاء أنّ هذا يوفّر فرص عمل لسكان النقب.
يسعى الاحتلال إلى إضعاف الاقتصاد العربيّ بفتح المجال أمام الصندوق القومي اليهودي للسيطرة عليه، وتجريف وتحريش المنطقة. وذا وسط سعي دؤوب لدفع بدو اللّقية قدوة بباقي أهل المنطقة. مما أدّى إلى اندلاع هبة النقب في سبيل الدّفاع عنها. إذ اعتقلت الشّرطة الاسرائيلية العشرات من المواطنين على إثرها. لتجميع البدو في النّقب وتركيزهم في مناطق محدودة يسهل السيطرة عليهم، بعدّة حجج كإقامة مشاريع خدماتية.